# Journal of Personality and Social Psychology
Journal of Personality and Social Psychology (Revista de psicología social y de la personalidad, también conocida por sus siglas en inglés JPSP) es una revista científica mensual de psicología, en inglés, de la Asociación Estadounidense de Psicología. Se la considera una de las publicaciones más importantes sobre psicología social y psicología de la personalidad. Se centra en informes de investigación empírica, aunque también publica artículos teóricos especializados, artículos sobre metodología y artículos de revisión. De acuerdo con el Journal Citation Reports de 2011, su factor de impacto es de 5,076, lo que hace a la JPSP la revista n.º 2 en el área de la psicología social y de la personalidad, y la n.º 1 entre las revistas empíricas de estas áreas.
La revista se divide en tres secciones editadas de forma independiente: Actitudes y cognición social; relaciones interpersonales y procesos de grupo; y procesos de personalidad y diferencias individuales. Estas secciones son (a partir de julio de 2012) editadas por Eliot R. Smith, Jeffry A. Simpson y Laura A. King, respectivamente.
Los artículos de JPSP suelen incluir una larga introducción y una revisión bibliográfica, seguida de varios estudios relacionados que exploran diferentes aspectos de una teoría o prueban múltiples hipótesis alternativas. Algunos investigadores consideran la obligación de experimentos múltiples como una carga excesiva que retrasa la publicación de material valioso, pero este requisito también ayuda a mantener la impresión de que la investigación que se publica en JPSP ha sido totalmente revisada, y es menos probable que sea el resultado de un error de tipo I o de un factor de confusión sin explorar.

## JPSP en la cultura popular
El ensayista Malcolm Gladwell escribe frecuentemente sobre los descubrimientos de los que informa JPSP. Cuando a Gladwell se le preguntó dónde le gustaría ser enterrado, respondió: "Me gustaría ser enterrado en la misma sala de publicaciones periódicas, tal vez junto a los volúmenes consolidados de la Journal of Personality and Social Psychology (mi revista favorita)".

## Métricas de revista
2023
- Web of Science Group : 7.673
- Índice h de Google Scholar: 392
- Scopus: 7.185